# Stora Ydden
Stora Ydden är en sjö i Norrköpings kommun i Östergötland och ingår i Kilaåns huvudavrinningsområde. Sjöns area är 0,063 kvadratkilometer och den befinner sig 63 meter över havet.